# Anchor steam
Anchor steam beer är en ölsort från San Francisco, USA. Ölen tillverkas av Anchor Brewing och har funnits i San Francisco sedan 1896.
Namnet Anchor Steam kan härledas från 1800-talet när steam verkar ha varit ett smeknamn för öl bryggt på USA:s västkust under primitiva förhållanden och utan is.
Den har tidigare funnits i Systembolagets sortimentet.